# Особняк Чуфаровских
Особняк Чуфаровских — памятник архитектуры. Расположен в Уфе, современный адрес дома — улица Октябрьской Революции, 47.
Дом был построен в начале XX века неизвестным архитектором (или, по другим предположениям, в 1902—1903 годах лишь перестроен, деревянный дом обложен «пеналом»). Был использован светлый кирпич, что нетипично для того времени. Крыша украшена аттиками-парапетами, крыта железом. До 1915 года им владела П. А. Шамова, потом купила Елена Гавриловна, жена Василия Андреевича Чуфаровского (сначала бухгалтера в Уфимском отделении Волжско-Камского коммерческого банка, с 1907 года — управляющего отделением Сибирского торгового банка в Уфе, с 1913 года — агента страхового общества «Россия» по Уфе; умер от тифа в 1919 году, прежде этого его сыновья Леонид и Александр ушли с войсками Колчака, а престарелых супругов выселили из здания).
С лета 1919 года дом получил председатель Уфимской ЧК П. И. Зенцов. После его смерти дом использовался под коммунальное жильё.
В 1953 году на здание, сбив несколько кирпичей, установили мемориальную доску с текстом: «В этом доме жил и работал Пётр Иванович Зенцов, рабочий уфимских железнодорожных мастерских, революционер-большевик, активный участник Великой Октябрьской социалистической революции и гражданской войны». В дальнейшем доска пропала.